# 清水杏莉
清水 杏莉（しみず あんり、1999年12月20日 - ）は、日本の女性アイドルグループ・ハープスターの元メンバーである。担当カラーはミントグリーン。東京都出身。株式会社CLUSTAR.所属。

## 略歴
- 2018年に開催された『第5回日本制服アワード授賞式＆最新制服ファッションショー』で、約3,000人の応募者の中からShowroom賞準グランプリを受賞[2]。
- 2019年、『平成ラストアイドルオーディション』に応募し、同年3月31日、7人組アイドルグループ「ハープスター」を結成[1]。
- 2020年7月3日、約1ヶ月間活動を休止することを発表[3]。
- 2020年9月5日、ハープスターを卒業[4]。

## 人物
- 趣味はかき氷屋さん巡り、筋トレ。
- 特技は反復横跳び。

## 出演
- girlswalker（2019年10月31日掲載）[5]